# SWOOP!
SWOOP! è un singolo della cantante Italiana Rose Villain, pubblicato il 26 luglio 2019 via Republic Records.
Il brano contiene un campionamento del brano Whoomp! (There It Is) dei Tag Team's.

## Tracce
Testi di Annika Maria Wells, Cecil Glenn, Chill Pill, Evean James Magee, Andrea Ferrara, Rosa Luini, Stephen Gibson, musiche di Andrea Ferrara, Chill Pill, Stephen Gibson.
1. SWOOP! – 3:09